# Родзянко Василь Іванович
Родзянко Василь Іванович (1652 — 1734 рр.), родоначальник роду Родзянків на Хорольщині.

## Життєпис
У 1701—1705 роках був Хорольським сотником. У 1705 році був гетьманським охоронцем. Брав участь у війні зі шведами, був тяжко поранений і потрапив у полон. Після повернення з неволі рахувався «військовим товаришем». 5 травня 1704 року Василь Іванович від Миргородського полковника Данила Апостола одержав Універсал на володіння селом Хвощівка — 56 дворів, а з 18 вересня 1720 року селом Єньки — 68 дворів. З 1723 по 1734 рік був обозним Миргородського полку.
Його син Степан також став сотником Хорольським та Миргородським полковим обозним.